# Trolejbusy w Bournemouth
Trolejbusy w Bournemouth – zlikwidowany system trolejbusowy w mieście Bournemouth, w hrabstwie Dorset, w Anglii, w Wielkiej Brytanii. Został otwarty 13 maja 1933 r., z biegiem lat zastępował kolejne likwidowane linie miejscowego systemu tramwajowego.
Na tle pozostałych, nieistniejących już systemów trolejbusowych w Wielkiej Brytanii, system w Bournemouth był średniej wielkości; istniały łącznie 22 linie, maksymalnie posiadano 104 trolejbusy. Był to drugi pod względem wielkości system trolejbusowy w południowej Anglii, tuż po londyńskim. Trolejbusy w Bournemouth zlikwidowano 20 kwietnia 1969 r.

## Cechy charakterystyczne
Najbardziej zauważalną cechą systemu Bournemouth była prawdopodobnie obrotnica trolejbusowa w Christchurch, która uznawana jest za jedną z zaledwie pięciu takich obrotnic na świecie. Jest to zabytek II stopnia. Obrotnica była obsługiwana ręcznie i używana od 19 czerwca 1936 r. do likwidacji systemu.

## Zachowane trolejbusy
Kilka dawnych trolejbusów z Bournemouth zachowano w celach muzealnych, w charakterystycznej żółto-bordowej kolorystyce. Dwa stacjonują w East Anglia Transport Museum (nr 282 i 286), dwa trolejbusy typu Sunbeam MF2B i jeden inny (nr 99, 297 i 301) w The Trolleybus Museum at Sandtoft. Jeden jest własnością osoby prywatnej z Anglii, inny stacjonuje w National Transport Museum of Ireland.